# Cultura do estado de São Paulo

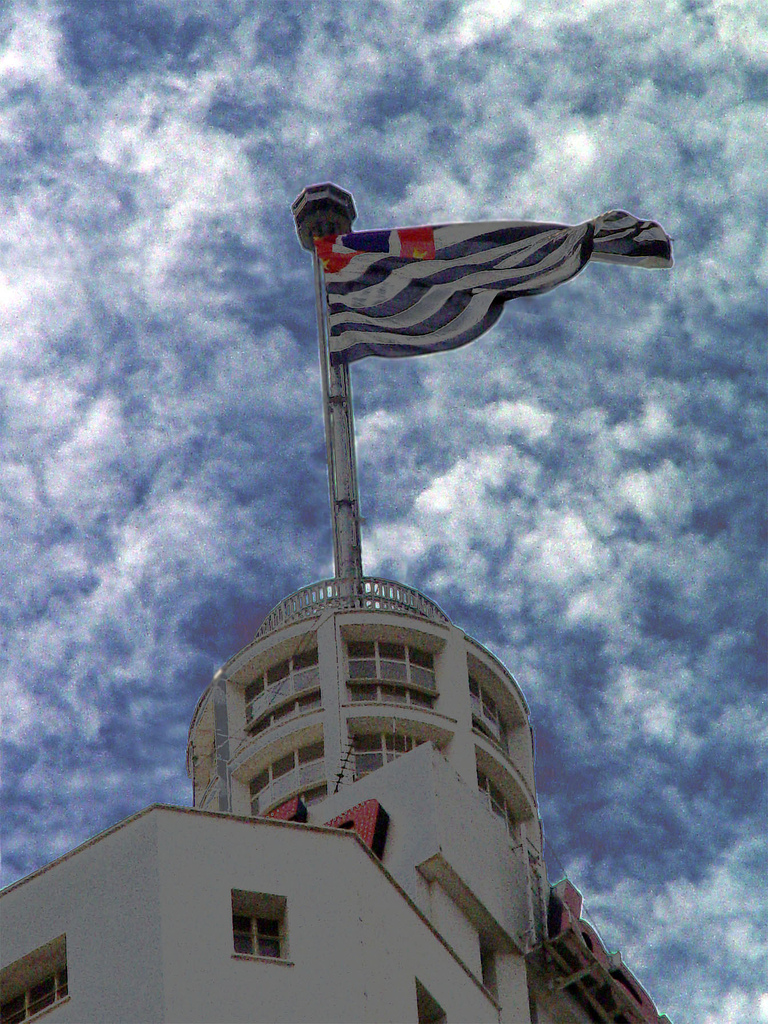
Bandeira do estado de São Paulo.

A cultura de São Paulo é o conjunto de manifestações artístico-culturais desenvolvidas pelo povo que compõe o estado de São Paulo.
A maior parte das expressões da cultura tradicional paulista tem suas raízes, fundamentalmente, em três grandes vertentes: a italiana, a portuguesa e a indígena. Pode ser dividida em duas variações: a caipira, que é do interior do estado e de algumas cidades da Grande São Paulo, e a caiçara, da maioria das cidades do litoral paulista.
A formação da cultura paulista se deve, principalmente, às várias ondas migratórias e imigratórias que se dirigiram ao estado nos séculos XX e XXI, levando costumes distintos para um mesmo lugar e criando uma cultura singular, seja na música, na literatura ou nas artes plásticas.
Algumas dessas manifestações não são exclusivas do Estado, devido as expedições realizadas por bandeirantes paulistas a partir do início do século XVI, na área que compreende os atuais estados do Paraná, Goiás, Mato Grosso, Minas Gerais e Mato Grosso do Sul, que receberam influências no aspecto cultural, dando origem a uma região, que pela influência paulista, passou a ser denominada pelos mais tradicionalistas como Paulistânia, e por vezes, denominada informalmente como "Brasil Caipira". Por ter influenciado o Brasil de forma ativa na política e na economia, o estado de São Paulo acabou influenciando o país também em âmbito cultural.

## Influências estrangeiras

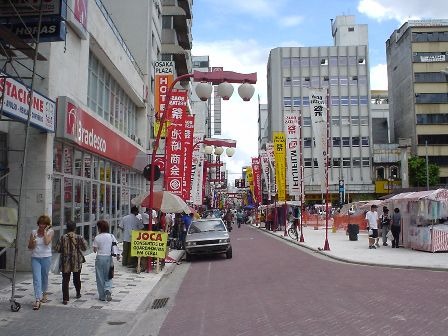
Bairro da Liberdade, na capital.

São Paulo é uma das cidades brasileiras com maior influência europeia, destacando influência forte portuguesa, italiana, alemã e japonesa. São Paulo tem desde bairros fundados por imigrantes até cidades no interior fundadas pelos mesmos, por exemplo: a cidade de Holambra (holandeses), Sud Mennucci (italianos e suíços) e Bastos (japoneses).
Os bairros paulistanos possuem também bastante expressão europeia, por exemplo: o distrito da Mooca, basicamente italiano, e inclusive, com sotaque próprio por conta da influência italiana, o distrito de Santo Amaro e o Brooklin, fundados por alemães, o bairro de Higienópolis, que abriga 40% dos judeus da cidade, Bom Retiro, lugar que abrigou uma diversidade de nacionalidades e que agora é reduto coreano; e principalmente o bairro da Liberdade, predominante japonês, porém que recebe a cada ano imigrantes coreanos e chineses. É o segundo lugar no mundo com o maior número de asiáticos fora da Ásia, atrás apenas de Chinatown, EUA e possui também a maior comunidade japonesa fora do Japão. Nesse bairro é comum encontrar letreiros escritos em japonês ou pessoas falando esse idioma. Atualmente alguns dos bairros centrais da metrópole (Bom Retiro, Canindé e Pari), recebem imigrantes bolivianos.

## Música

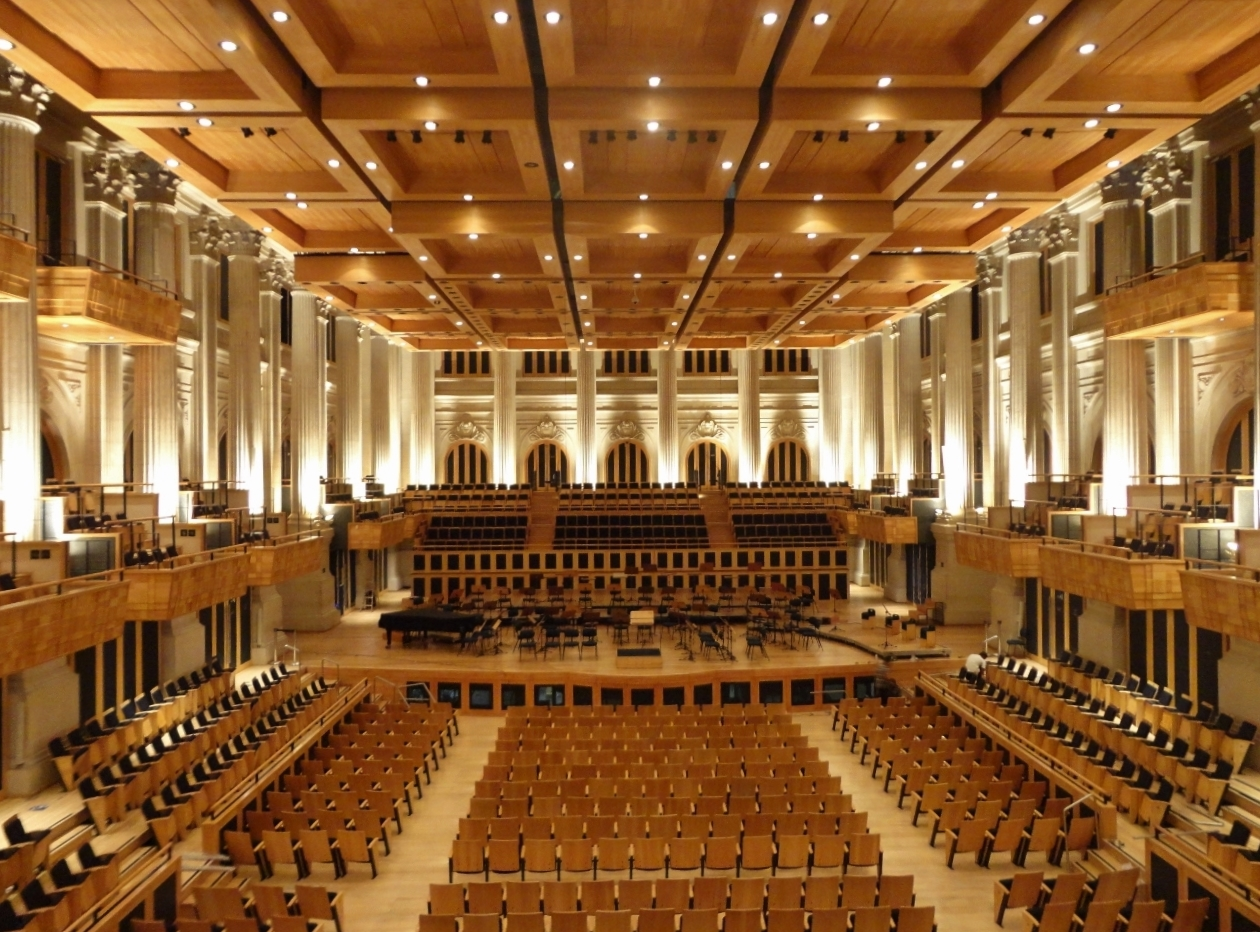
Sala São Paulo, considerada uma das melhores do mundo

A música popular paulista tradicional,é assim como no resto do Brasil,  influenciada principalmente pelas tradições africanas e dos índios. Provavelmente o estilo de música popular de origem paulista mais característico é a moda de viola, tendo sido amplamente divulgada por Cornélio Pires, durante o século XX, e que atingiu seu auge com cantores e compositores como Tonico e Tinoco, Tião Carreiro e Pardinho, Vieira e Vieirinha, Sérgio Reis e Renato Teixeira. O estilo musical influenciou fortemente a música de outros estados como, Minas Gerais, Goiás, Paraná e Mato Grosso do Sul.
O estado de São Paulo possui algumas das melhores casas de espetáculos do Brasil, como a Sala São Paulo, considerada por muitos como uma das melhores do mundo e o Teatro Municipal de São Paulo, considerado um dos palcos de maior respeito no país, tendo abrigado apresentações dramáticas e óperas de grandes nomes nacionais e internacionais.
Alguns dos principais compositores eruditos brasileiros internacionalmente reconhecidos são paulistas, tais como Carlos Gomes, aclamado como o mais prolífico compositor brasileiro de óperas, e Elias Álvares Lobo, compositor da ópera "A Noite de São João", a primeira ópera genuinamente brasileira. No período moderno, a música erudita paulista foi marcada por compositores como Osvaldo Lacerda, Amaral Vieira e Camargo Guarnieri.
O choro também foi popular no século XX, com compositores como Zequinha de Abreu e Garoto, e canções como Tico-tico no Fubá ganhando destaque internacional.

## Danças

### Samba-rock
O Samba-rock é um estilo de dança tipicamente popular nas periferias, de origem afro-paulistana. Sendo a sua importância instituÍda pela Lei n° 16.207, - Dia 31 de Agosto como sendo o “Dia do Samba-Rock” no calendário oficial do Estado de São Paulo, sendo também reconhecido pela Lei n° 14.406, como Patrimônio Cultural Imaterial da cidade de São Paulo.
Surgido no final da década dos anos 60, tendo seu auge até meados dos  anos 1980, ditava o ritmo nas festas familiares e aos poucos invadiu os bailes e salões, dando origem aos Bailes Blacks e Bailes Nostalgia, que até hoje estão presentes na programação cultural paulista.
As músicas que embalaram os passos marcados é uma mescla da batida do funk, do soul, com uma boa dose de samba, e foi assim que nasceu o Samba-rock, comandado por Djs, equipes de som e na trilha sonora artistas como Jackson do Pandeiro, Jorge Ben Jor, Bebeto e, a partir dos anos 2000, ganhando novo fôlego no circuito universitário, com Clube do Balanço, Paula Lima, Simoninha, Seu Jorge e tantos outros da nova geração.
Influenciando a dança, música e comportamento em seu início e permanecendo forte até hoje.

### Jongo
Essa dança é uma herança dos negros é marcada por formar uma roda de homens e mulheres. Um solista canta uma canção e as outras pessoas batem palmas e fazem movimentos. Os instrumentos musicais utilizados são tambores e chocalhos.

### Catira
Catira ou cateretê é a dança de palmeado e sapateando, tradicionalmente realizada por homens postados frente a frente.Ocorre em diversas localidades paulista, em festas familiares ou tradicionais como Divino, São Benedito e Santa Cruz.
É praticado o som de duas violas e violão, com movimentos entremeados pela moda de viola (forma de cantoria recitativa). A coreografia inclui sapateados e palmeados, além de outras evoluções, como a ‘’meia-lua’’.

### Cururu
O cururu é uma espécie de cantoria de desafio com acompanhamento de viola e/ou violão.Na origem,além da cantoria,executava-se uma dança de roda,em sentido anti-horário.
O cururu é comum em noitadas de Piracicaba,Capivari,Tietê,Sorocaba,Tatuí  e outras localidades,nas festas tradicionais e em apresentações em bares.Tempos atrás,havia o cururu religioso,quando os cantadores versavam sobre conteúdos bíblicos,Além da forma de cantoria de desafio,o cururu identifica um gênero (padrão rítmico) da música caipira,distinto da moda de viola,do catira e da toada apa.

### Fandango
Refere-se a alguns tipos de danças de grupos, cujo ponto de semelhança é o bater dos pés, geralmente executado por homens. Geralmente, é executado em duas alas, que ficam frente a frente, acompanhadas de violas, sanfonas e pandeiros. No litoral sul de São Paulo, também costuma denominar bailes comuns, arrasta-pés. No litoral norte é chamado de chiba.
A seguir, apresentamos as características dos dois tipos mais conhecidos de fandango - o Fandango de Tamancos e o Fandango de Chilenas:
- Fandango de Tamancos  - É executado entremeando os fortes sapateados e palmeados com os queromanas, as modas que relatam aspectos da vida rural, com possibilidades para improvisos. O acompanhamento se dá com pé de bode (sanfona de oito baixos) e/ou violas. A maior característica é o uso de tamancos de madeira de laranjeira, cujos calcanhares possuem pequenas fendas que reverberam o som do sapateado. Sua origem vem da Península Ibérica e servia de diversão nas pousadas dos tropeiros no interior paulista. Podemos ver exemplos dessa modalidade, dentro do Estado de São Paulo, em Olímpia, em Ribeirão Grande em Capão Bonito.

- Fandango de Chilenas   - As chilenas são esporas não dentadas, atadas à botas dos tropeiros paulistas, tendo apenas a função de enfeitar o calçado e servir como instrumento de percussão, tal como um guizo, durante o sapateado. Também tem origem espanhola e era muito praticado pelos tropeiros. O sapateado é acompanhado por violas, assim como outras modalidades de fandango. A dança lembra gestos e nomes que fazem referência ao cotidiano dos tropeiros.

Existem vários grupos de fandango formados ao longo da rota do tropeirismo. Ocorre em Capela do Alto, Sorocaba e Tatuí. O festival de Folclore em Olímpia também é palco de diversas apresentações de grupos.

## Esportes
Como no resto do Brasil, o futebol é o esporte mais popular e praticado no estado paulista.

### Futebol
O estado de São Paulo é a casa de cinco das maiores equipes de futebol no Brasil, Corinthians, Palmeiras, Portuguesa, Santos e São Paulo. A rivalidade entre as equipes é uma marca do estado. Além delas, tem outras equipes muito tradicionais no futebol brasileiro, como Guarani, Ponte Preta, Botafogo e Bragantino Além disso, tem a liga de futebol mais antiga no Brasil, sendo realizada ininterruptamente desde 1902, o Campeonato Paulista de Futebol. O estado de São Paulo é o que possui o maior número de conquistas do Campeonato Brasileiro de Futebol, tendo vencido 31 edições, duas vezes mais que o segundo colocado, o estado do Rio de Janeiro.

## Culinária

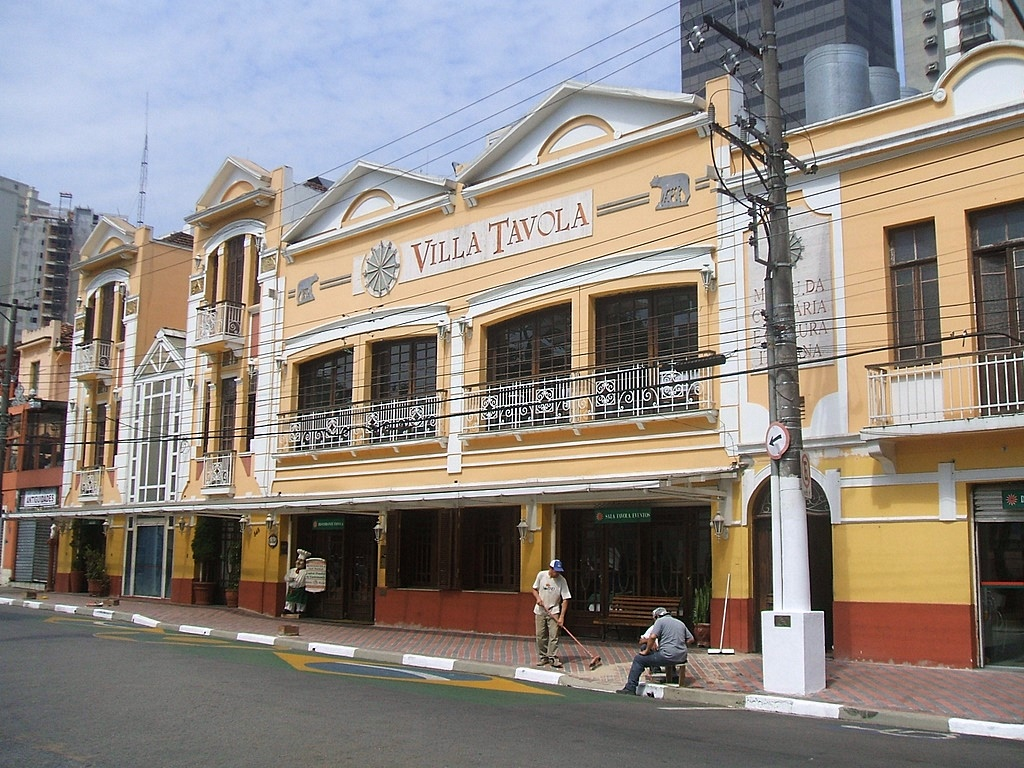
Restaurante italiano no tradicional bairro do Bixiga, no centro de São Paulo.

A culinária paulista teve uma forte influência das mais variadas culturas, começando com os portugueses, franceses, africanos, italianos, japoneses, alemães, entre outros.
Recheada com as mais variadas culturas, sotaques e tradições, a gastronomia paulista agrega fatores diferenciados entre a capital, o litoral e o interior. Claramente influenciada pelo mar, a culinária praiana abusa de elementos da cultura portuguesa (bolinhos, caldeiradas, ensopados). No interior, encontra-se a tradição caipira, entre a população mais simples, evidente nos costumes afro-indígenas misturados aos hábitos portugueses e à culinária dos tropeiros - que, apesar de ter praticamente desaparecido, ainda sobrevive em pratos típicos como a mandioca frita, o arroz carreteiro e o feijão gordo.
Alguns lugares chamam atenção, como Barretos, que exala a culinária típica dos tropeiros numa das maiores festas de peões boiadeiros do Brasil e Campos do Jordão, cidade turística frequentada pela elite, que é referência gastronômica no estado, e onde o fondue é uma preferência.

### Pratos típicos

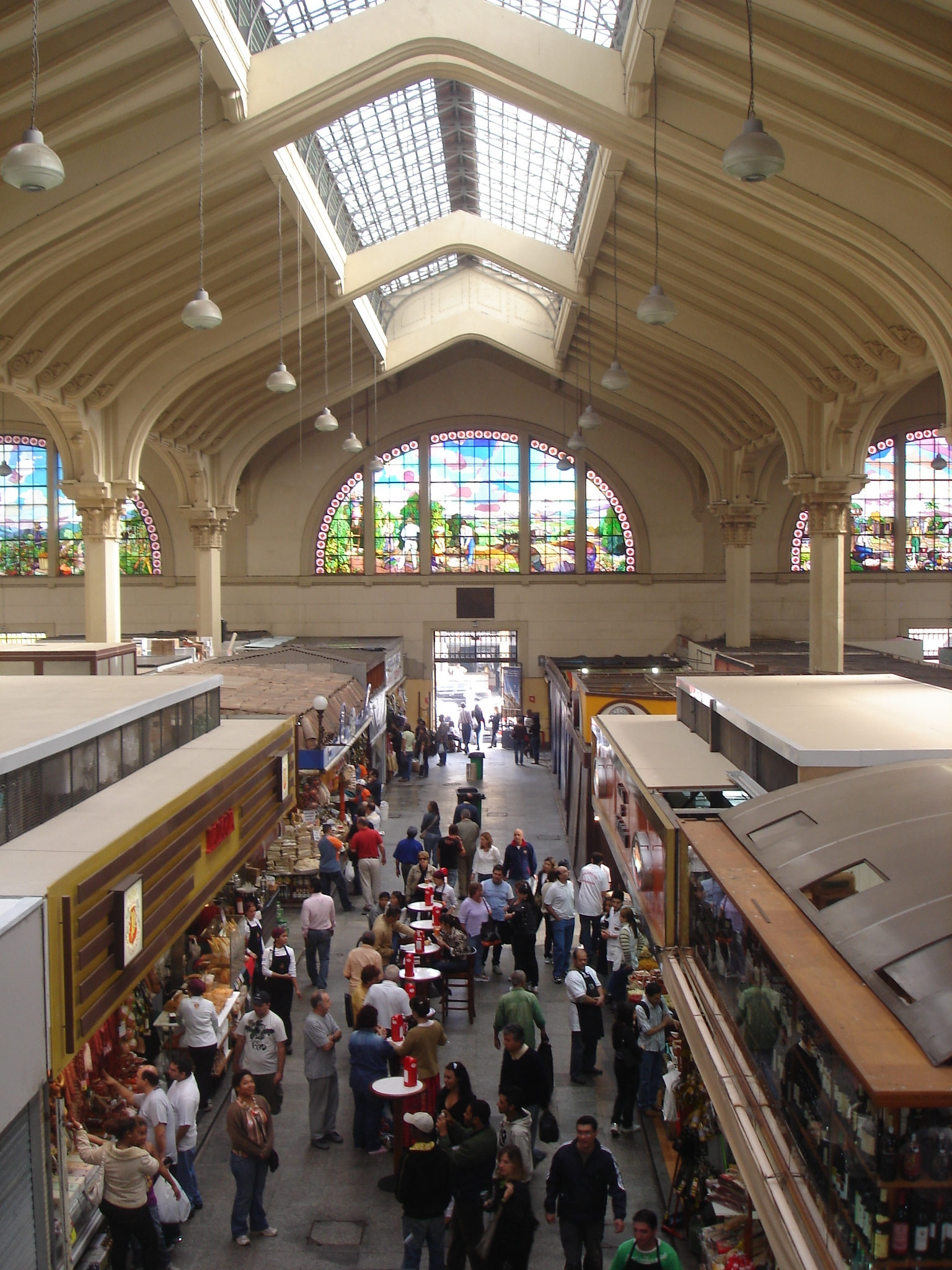
Mercado Municipal de São Paulo, um dos principais ícones gastronômicos da cidade, do estado e do país.

- Afogado
- Azul marinho
- Arroz Lambe-lambe
- Bolinho caipira
- Brigadeiro
- Coxinha
- Cuscuz-paulista
- Encapotado
- Farofa de Içá
- Feijão Tropeiro
- Galinhada
- Mandiopã
- Paçoca de Amendoim
- Sagu
- Taiada
- Torta holandesa
- Virado a Paulista
- Virado de Feijão

### Bebidas
- Caipirinha
- Garapa
- Cachaça
- Tubaína

## Literatura

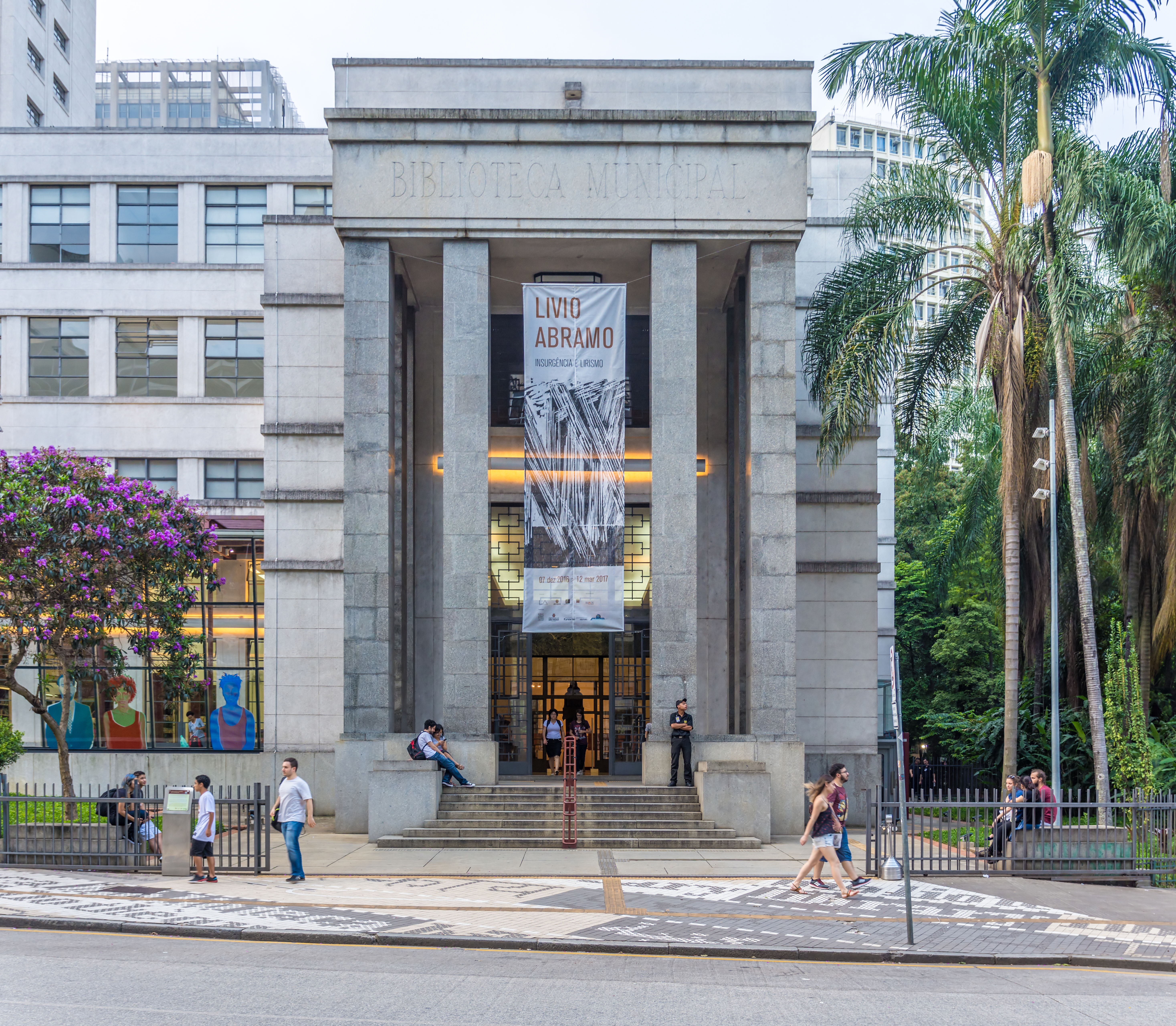
Biblioteca Mário de Andrade, uma das maiores bibliotecas da América Latina.

A literatura no Estado de São Paulo começa com a chegada dos missionários da Companhia de Jesus na capital, cujos membros são conhecidos como jesuítas, no início do século XVI. Eles escreveram relatórios à coroa portuguesa sobre as terras recém-encontradas e sobre os povos nativos, compondo poesias e músicas para o catecismo.
Modernamente, São Paulo deu sua contribuição à literatura brasileira através de escritores famosos, dentre eles:
- Monteiro Lobato - natural de Taubaté, foi autor de Velha Praga e contos infantis como Urupês e criador da série Sítio do Picapau Amarelo.
- Oswald de Andrade - Poeta, romancista e dramaturgo foi autor de Pau-Brasil, Antropófago entre outros.
- Cassiano Ricardo - nascido em São José dos Campos, foi autor de A Dificil Manhã,Dentro da Noite,entre outras obras.
- Rodrigues de Abreu -  natural de Capivari foi autor de Noturnos, A Sala dos Passos Perdidos e Casa Destelhada.
- Guilherme de Almeida - natural de Campinas, poeta, tradutor, crítico de cinema, cronista,  autor da poesia Bandeira Paulista em homenagem a Revolução Constitucionalista de 1932, da letra da Canção do Expedicionário referente aos pracinhas que lutaram na Segunda Guerra Mundial, da letra do Hino da Televisão Brasileira, quando de sua inauguração. Um dos organizadores da Semana de Arte de 1922 e autor, entre outros livros, de Meu (1925), Raça (1925), Simplicidade (1929), Carta à Minha Noiva (1931), Cartas ao Meu Amor (1941) e Acalento de Bartira (1954).
- Lygia Fagundes Telles, natural da capital de São Paulo. Escritora de contos e romances.
- Álvares de Azevedo, nascido em São Paulo. Lírico.
- Amadeu Amaral - natural de Capivari, tem como principais obras Urzes, O Dialeto Caipira e A Poesia da Viola.
- Vicente de Carvalho - natural de Santos, denominado de Poeta do Mar, foi autor de Selvagem, Versos da mocidade,Páginas soltas, entre outros.
- Eduardo Prado - foi autor de Viagens, Anulação das liberdades públicas, entre outros.
- Ruth Guimarães - natural de Cachoeira Paulista foi autora do romance Água Funda.
- Paulo Setúbal - natural de Tatuí, publicou vários romances históricos, entre eles A Marquesa de Santos, O Príncipe de Nassau e A Bandeira de Fernão Dias.
- Paulo Bonfim. Poeta romântico e épico.
- Mário de Andrade - foi autor de Amar, Verbo Intransitivo, a rapsódia Macunaíma: O Herói Sem Nenhum Caráter.
- Maria José Dupré. Autora de romances.
- José Bonifacio - natural de Santos é conhecido pelo epíteto de Patriarca da Independência.

|  |  |

## Museus
Dentre os principais museus do estado estão o Museu do Ipiranga, onde foi proclamada a independência do Brasil, o Museu da Língua Portuguesa, o primeiro museu do mundo dedicado a um idioma, o MASP, um dos principais do continente e de todo o Hemisfério Sul, a Pinacoteca do Estado de São Paulo, Museu de Arte Sacra de São Paulo, Memorial do Imigrante, o Museu do Futebol, Museu de Arte Moderna de São Paulo, Museu da Imagem e do Som de São Paulo, Museu Catavento, todos localizados na cidade de São Paulo.
Outras cidades que contam com importantes museus do estado são: Santos, com destaque para: o Museu do Café Brasileiro, Museu de Arte Sacra de Santos, Museu do Porto, etc. Campinas, maior cidade do interior do estado, conta com importantes museus como: Museu de Arte Contemporânea de Campinas, Museu de História Natural, Museu da Imagem e do Som de Campinas, entre outros. Em Sorocaba o Museu Histórico Sorocabano, Museu Ferroviário de Sorocaba, Museu de Arte Contemporânea de Sorocaba, Museu do Tropeirismo, Museu Arquidiocesano de Arte Sacra de Sorocaba, Museu da Imagem e do Som de Sorocaba, entre outros.
Além de muitos outros museus localizados na capital paulista e em outras regiões do estado.
|  |  |  |  |

## Monumentos

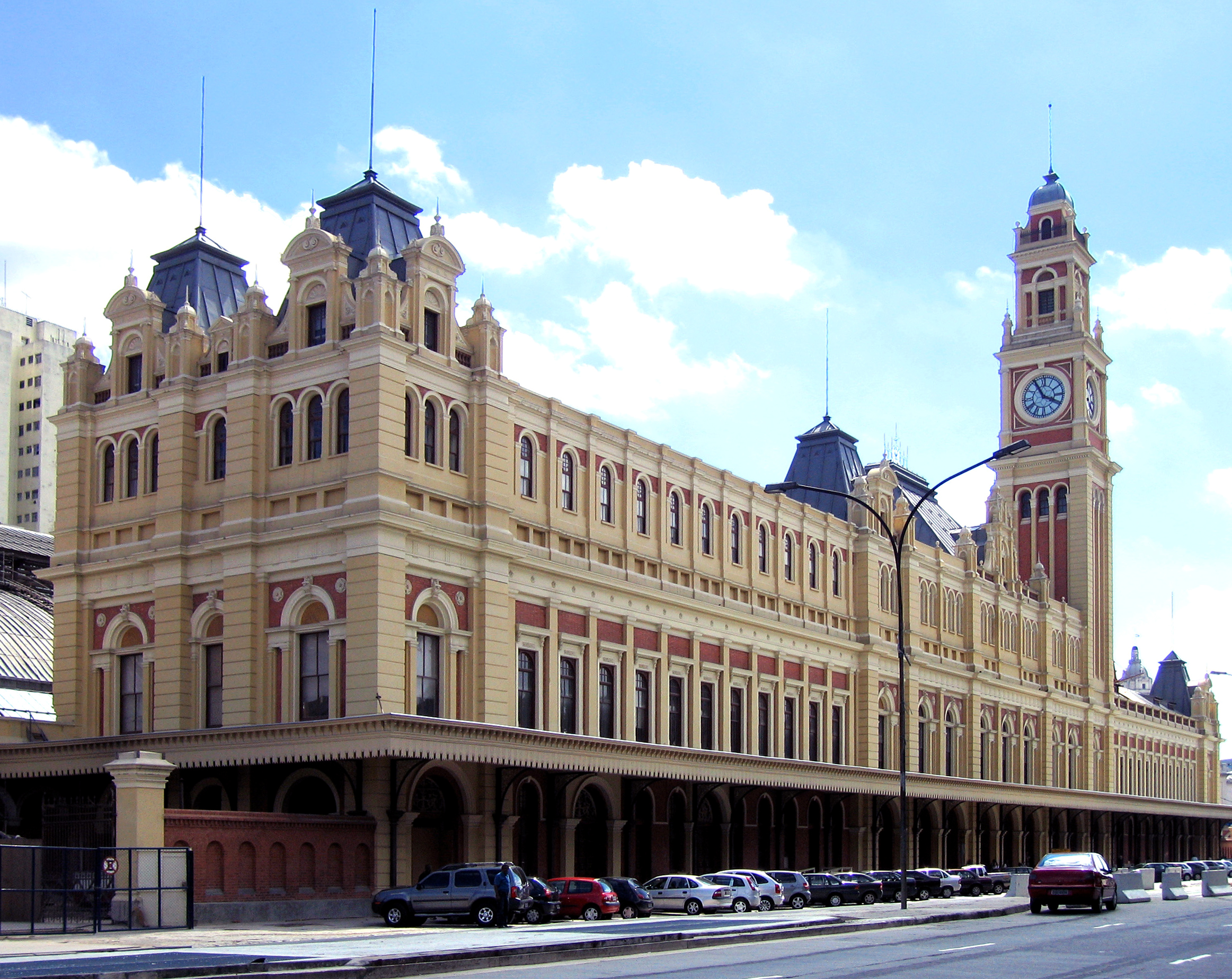
Estação da Luz, um dos mais importantes monumentos e cartões postais da cidade e do estado de São Paulo.

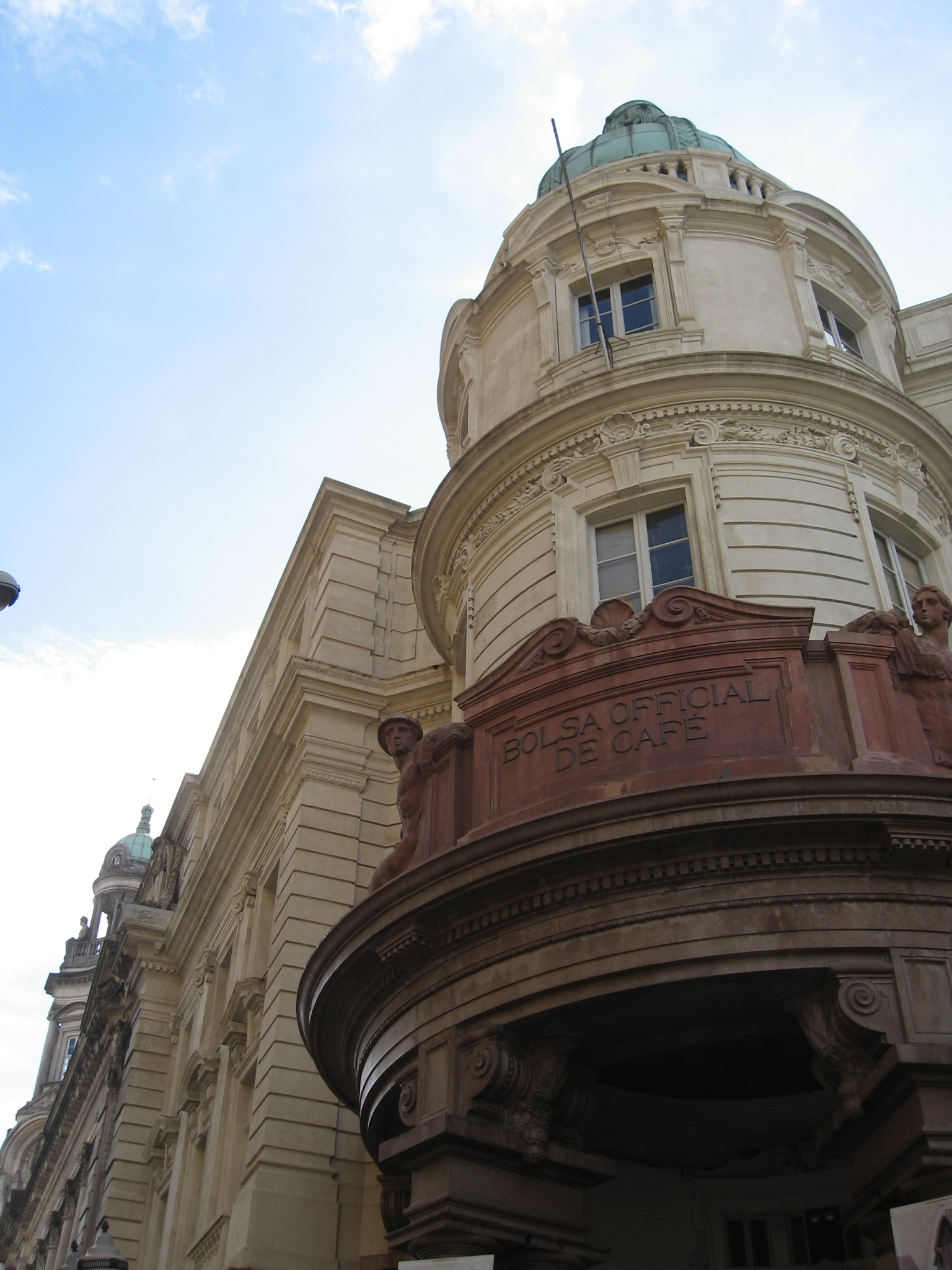
Bolsa do Café, em Santos.

O estado possui rico acervo arquitetônico e dispõe de inúmeros monumentos tombados pelo Conselho de Defesa do Patrimônio Histórico, Arqueológico, Artístico e Turístico (CONDEPHAAT), entre os quais se destacam:
São Paulo
- Estação da Luz
- Estação Júlio Prestes
- Estação Pinacoteca
- Casa do Bandeirante
- Instituto Butantã
- Monumento às Bandeiras
- Catavento (museu)
- Parque da Independência
- Mosteiro de São Bento
- Parque do Ibirapuera
- Academia Paulista de Letras
- Palácio das Indústrias
- Palácio dos Campos Elísios
- Conjunto Nacional
- Teatro Municipal de São Paulo
- Estádio Paulo Machado de Carvalho
- Memorial da América Latina
- Entre outros

Região Metropolitana de São Paulo
- Complexo Ferroviário de Paranapiacaba, Santo André
- Complexo Hospitalar do Juquery, Franco da Rocha

Litoral
- Bolsa do Café, Santos
- Teatro Coliseu Santista, Santos
- Fortaleza de Itapema, Farol e Anexos, Guarujá
- Entre Outros

Interior
- Basílica de Nossa Senhora Aparecida, Aparecida
- Teatro Pedro II, Ribeirão Preto
- Casa Grande e Tulha, Campinas
- Mosteiro de São Bento (Sorocaba), Sorocaba
- Entre Outros

## Turismo
O turismo no estado de São Paulo oferece diversas atrações históricas, naturais e culturais como praias,cidades serranas,cidades históricas e estancias hidromineirais

### Capital

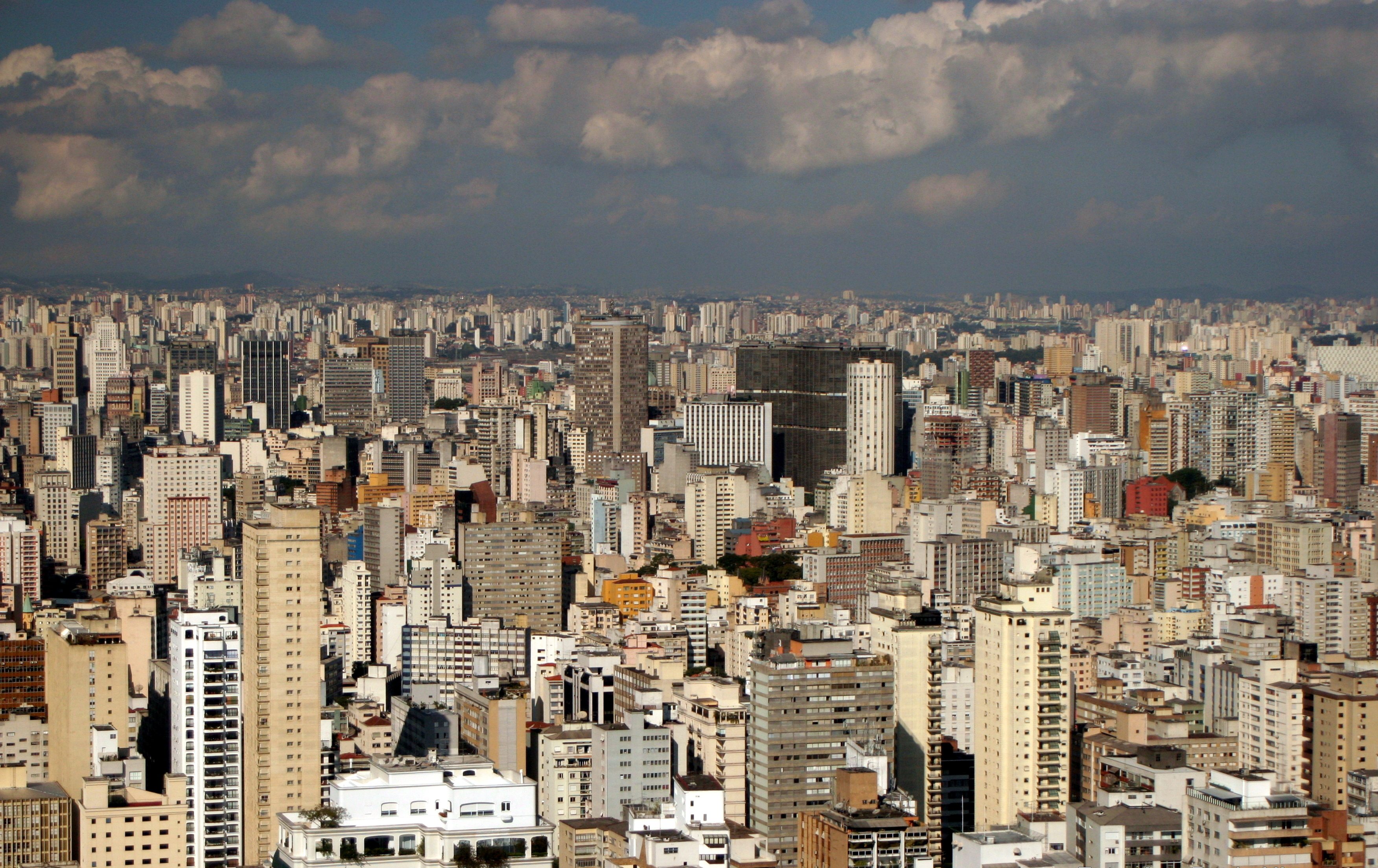
Centro de São Paulo, onde estão localizados os principais marcos da metrópole.

A capital paulista é o principal centro financeiro e a maior cidade do Brasil. Contando com a maior rede hoteleira do país, oferece vários pontos de entretenimento, centros culturais, museus e parques. Em razão da especulação imobiliária ocorrida em meados dos anos 1990, hoje existe excesso de oferta em número de vagas. Segundo a EMBRATUR, a cidade é o destino mais procurado pelos estrangeiros que viajam ao Brasil a negócios, eventos e convenções, e a terceira colocada nas viagens de lazer.
Após receber o título de capital mundial da gastronomia, a cidade conta com grande procura pelo turismo gastronômico. Muitos dos melhores restaurantes do Brasil encontram-se na capital paulista, com uma enorme variedade de culinárias para todos os bolsos.

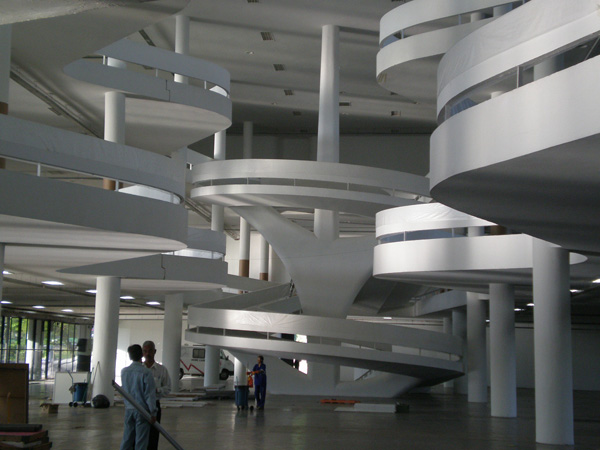
Prédio da Bienal de Artes de São Paulo.

Os principais eventos do calendário paulistano são: o réveillon da Avenida Paulista,a Bienal de Arte de São Paulo, a Bienal do Livro de São Paulo, a São Paulo Fashion Week, o Carnaval de São Paulo, o Anima Mundi, a Mostra Internacional de Cinema de São Paulo, a Marcha para Jesus, a Parada Gay, o Salão do Automóvel, o Grande Prêmio do Brasil e a São Paulo Indy 300. Também sedia feiras, congressos e exposições específicos de determidas áreas de atuação do mercado ou da academia, como a Couromoda, Hospitalar e Hair Brasil. Além de toda a decoração de Natal feita em seus principais pontos turísticos, marcos, avenidas e edifícios, que em 2008 foi considerado o natal mais iluminado do mundo. Entre os principais pontos de interesse, encontram-se a avenida Paulista, o MASP, o Museu de Arte Moderna (MAM), a Pinacoteca do Estado, a Estação da Luz, o Museu da Língua Portuguesa, o Museu do Ipiranga, o Memorial da América Latina, o Parque do Ibirapuera, o Parque da Independência e o Parque Zoológico.
A cidade também conta com o Aquário de São Paulo, o maior oceanário da América Latina, um complexo com mais de 4.500 m² com exposições temáticas, onde o visitante pode observar vários ecossistemas aquáticos, tanto de água doce quanto salgada.
Nos extremos norte e sul da cidade, mais precisamente a Serra da Cantareira a norte e o distrito de Engenheiro Marsilac na serra do mar a sul, também são boas opções de turismo em São Paulo. A serra da Cantareira conta com parques naturais, abrigando diversas trilhas, tendo destaque para as cachoeiras. Ja no extremo sul do município, encontra-se uma reserva de mata atlântica, pouco povoada e em plena serra do mar. Apesar de ser uma reserva, conta com alguns parques naturais que possuem variadas trilhas, onde a principal atração é a vista para o mar, mais precisamente, a Baixada Santista.
Em 2008, o turismo em São Paulo alcançou um novo recorde, recebendo 11 milhões de turistas durante o ano, sendo 9 milhões domésticos (turistas brasileiros) e 2 milhões de estrangeiros, os quais deixaram R$ 8 bilhões na cidade. Dentre esses turistas, 25% são paulistas, do próprio estado de São Paulo, seguidos pelos mineiros. Entre os turistas estrangeiros, os norte-americanos e argentinos são os que mais visitam a cidade de São Paulo.

### Litoral
O litoral de São Paulo oferece belezas naturais e clima agradável na maior parte do ano.

#### Baixada Santista
A Região Metropolitana da Baixada Santista possui as maiores e mais visitadas cidades do litoral paulista, entre elas, Santos, São Vicente, Guarujá, Praia Grande, Cubatão, Itanhaém, Peruíbe, Mongaguá e Bertioga. São cidades muito procuradas pelas praias, além de outros pontos turísticos, relacionados também ao entretenimento e a cultura.
Santos possui algumas das praias mais conhecidas de São Paulo, por ser a principal cidade da Baixada Santista, atraindo turistas aos finais de semana, feriados e, principalmente, nas férias de verão. A cidade possui o maior porto da América Latina, o Porto de Santos.
Outro destaque do litoral é o Guarujá. Uma das cidades mais visitadas do litoral e do estado, principalmente no verão. Atrai turistas de todas as partes, devido suas belas praias, entre elas as Astúrias, Pitangueiras, Enseada e do Tombo. Famosa também pelo segundo maior aquário da América do Sul, o Acqua Mundo. Segundo maior, após perder recentemente esse título para o Aquário de São Paulo.

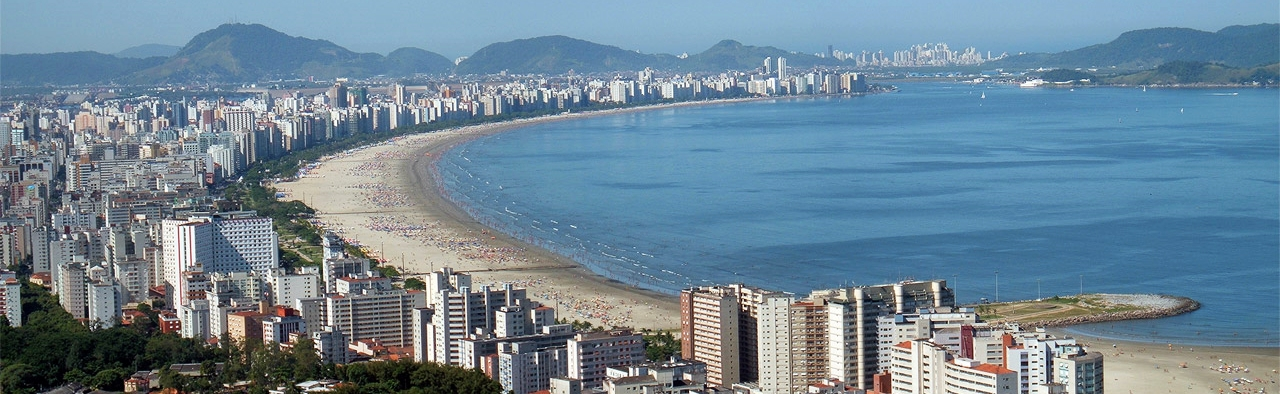
Panorama de Santos. Ao fundo, o Guarujá.

#### Litoral norte
Formada pelos municípios de Caraguatatuba, Ilhabela, São Sebastião e Ubatuba, é uma região muito conhecida e visitada do estado de São Paulo. Possui a menor área e população do litoral do estado, porém é uma das regiões que mais atraem turistas, em razão de suas paisagens repletas de praias, natureza abundante e diversas formas de entretenimento.
|  |  |

#### Litoral sul
Compreende os municípios de Itanhaém, Mongaguá, Peruíbe (na Baixada Santista), Itariri, Pedro de Toledo, Barra do Turvo, Cajati, Cananeia, Eldorado, Iguape, Ilha Comprida, Jacupiranga, Juquiá, Miracatu, Pariquera-Açu, Registro e Sete Barras.
O litoral sul é muito visitado devido a abundante natureza da região, com municípios, de certa forma, pouco povoados.
|  |  |

### Interior

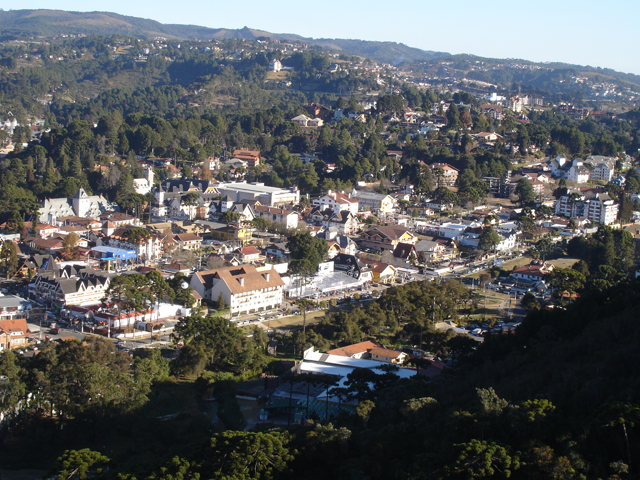
Campos do Jordão, uma das cidades mais visitadas do interior paulista.

Cidades do interior paulista como Campinas, Campos do Jordão, Atibaia, Bragança Paulista, Sorocaba, São José dos Campos, Piracicaba e outras nas proximidades da Grande São Paulo e da Região Metropolitana de Campinas costumam receber elevado número de visitantes.
Pequenas cidades do interior também apresentam um fluxo considerável de turistas, sobretudo as estâncias turísticas, climáticas e hidrominerais como Águas de Lindóia, Águas de São Pedro, Aparecida, Atibaia, Campos do Jordão, São Pedro, Serra Negra e Socorro, ou estâncias climáticas como Santa Rita do Passa Quatro, que contam com grande infra-estrutura hoteleira.

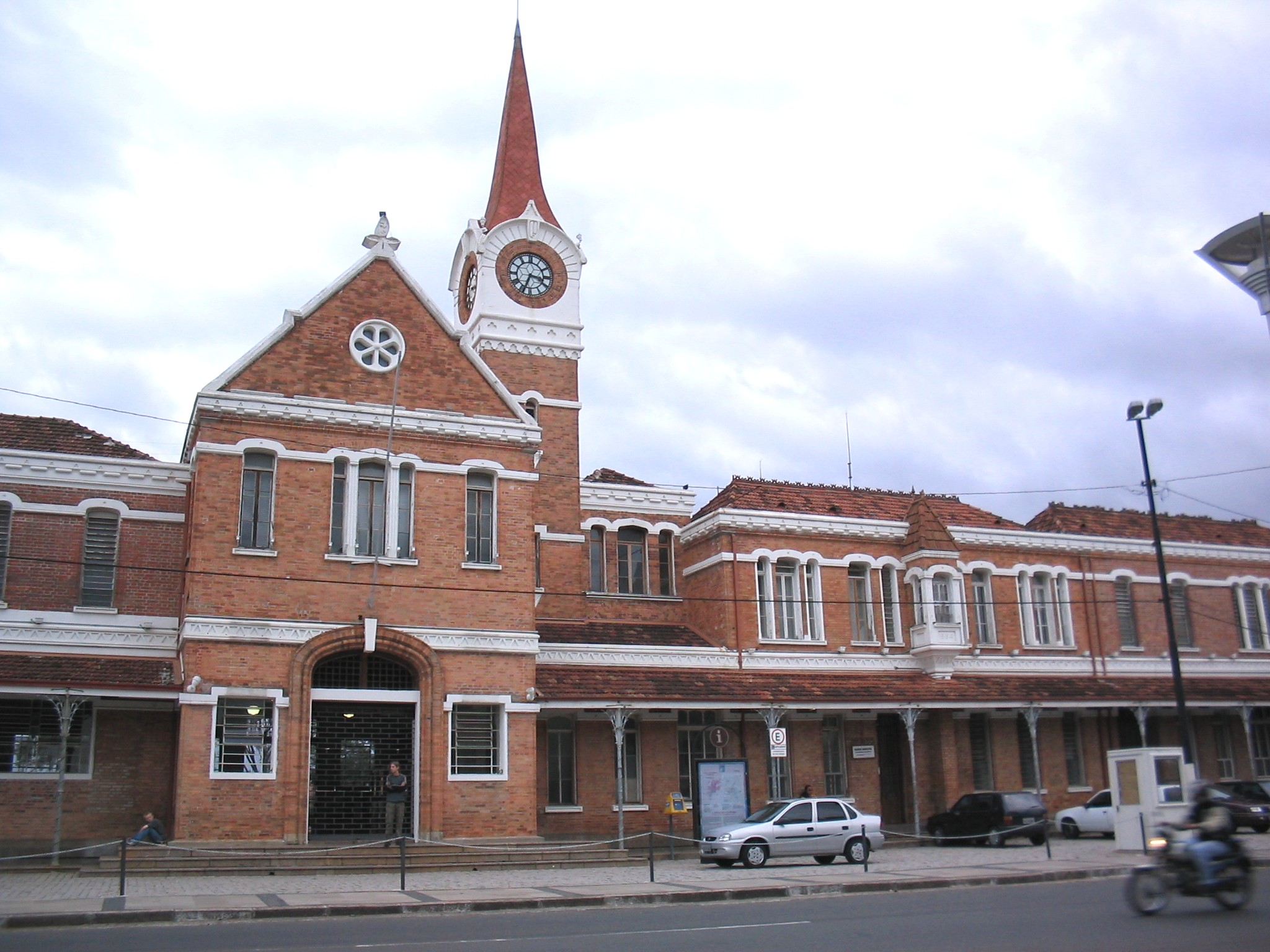
Estação Ferroviária e Centro Cultural de Campinas, um dos símbolos de Campinas, a maior cidade do interior paulista.

A oeste da capital pode-se encontrar uma das principais referências em espeleologia no Brasil, no Parque Estadual Turístico do Alto Ribeira (PETAR). Quem procura diversões mais intensas pode procurar o Hopi Hari, um dos principais parques temáticos do país, na Região Metropolitana de Campinas. Em matéria de ecoturismo, Brotas e Juquitiba apresentam ótima infra-estrutura.
No inverno, a cidade de Campos do Jordão surge como uma das principais referências turísticas do estado, com o Festival de Inverno e diversas outras atrações em um ambiente com temperaturas que podem chegar abaixo de zero.
Em Barra Bonita, um dos principais destaques é o rio Tietê, com navegações turísticas e a pesca amadora, que se tornam um dos destaques do município.

## Eventos
No estado ocorrem vários eventos durante o ano todo, dentre os mais tradicionais até os mais influentes e modernos, realizados principalmente na cidade de São Paulo.
Algumas festas típicas e regionais muito conhecidas são: A Festa do Peão de Boiadeiro que ocorre principalmente nos municípios de Barretos,Itapecerica da Serra, Araçatuba, Americana, Jaguariúna, Cajamar e Avaré; Festa da Uva de São Roque e Jundiaí; Festival do Morango de Monte Alegre do Sul, Festa das Nações em Arujá; O Circuito de Festas Italianas em Junho, as quais ocorrem em diversos bairros da capital e em muitas cidades do interior; A tradicional Corrida Internacional de São Silvestre, que acontece no dia 31 de Dezembro, na capital paulista. Entre muitos outros.

### Folguedos

#### Caiapó
O caiapó é um folguedo composto por um grupo de pessoas,em geral homens,que se trajam imitando índios,portando arcos,flechas,e alguns instrumentos musicais,na maioria de percussão. Cacique,bugrinha e guerreiros são alguns de seus personagens.
Apresentam-se em uma dança-cortejo,dramatizando combates entre índios e bandeirantes. Atualmente o caiapó é encontrado em poucas cidades paulistas como São José do Rio Pardo

#### Cavalhada
A cavalhada é um tipo de teatro popular que representa as lutas entre mouros e cristãos na Península Ibérica. Ocorre em festas do Divino e outras celebrações
Costuma-se ‘’lutar’’ com doze homens em cada ‘’partido’’,todos uniformizados,realizando coreografias montados em cavalos e armados com lanças,espadas e garruchas.Há também os ‘’espias’’(espiões),que a partir dos disfarces,derivaram para ‘’palhaços’’.É realizada tradicionalmente em Franca e São Luiz do Paraitinga.

### Festejos religiosos

#### Festa do Bom Jesus
A Festa do Bom Jesus é realizada em diversas cidades do estado,como Iguape,Tremembé e Pirapora do Bom Jesus. Durante muito tempo,a festa foi reduto de encontro de grupos negros de diversas localidades do estado, que se reuniam para a devoção religiosa e a prática de formas tradicionais do samba paulista, como samba de bumbo, samba de pirapora e samba caipira.

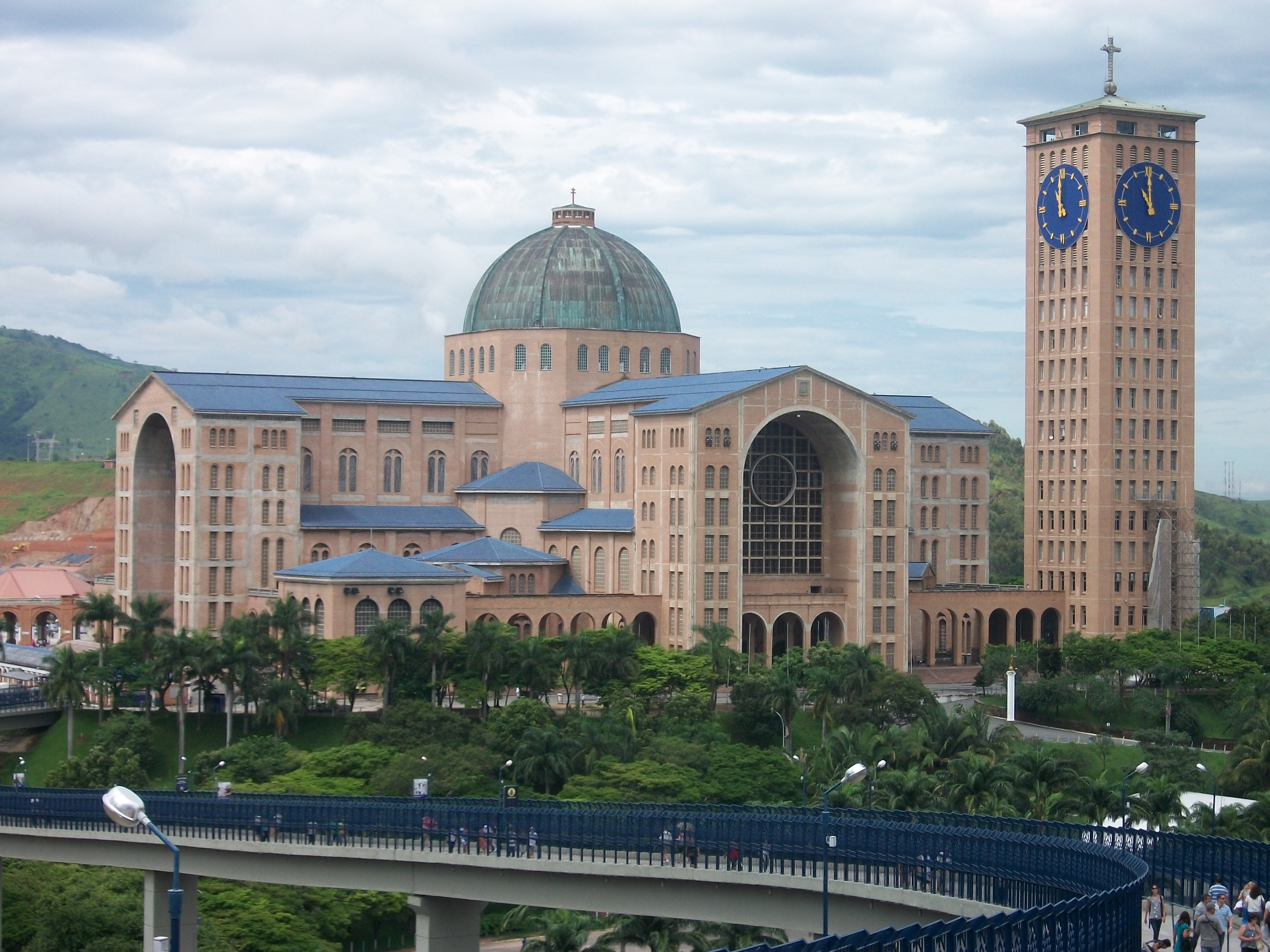
Basílica de Nossa Senhora Aparecida, na cidade de Aparecida, um dos símbolos da religiosidade na cultura do estado.

#### Cavalarias
É uma reunião de quantidades de cavalos,reunião de pessoas a cavalo ou marcha de cavaleiros com finalidade de lazer ou mesmo religiosa,é uma manifestação cultural comum em todo o Estado,com área de maior concentração na Grande São Paulo e Cone Leste,mostrando o grande gosto,o prazer de significativa parcela dos cidadãos no trato com os cavalos.Sua expressão mais significativa se dá nas inúmeras romarias a cavalo e nas cavalarias de São Benedito

#### Nossa Senhora Aparecida
Uma das mais populares comemorações paulistas é a Festa de Nossa Senhora Aparecida, realizada no dia 12 de outubro. Ocorre em várias localidades e a mais consagrada se realiza na cidade de Aparecida no Vale do Paraíba. Estão presentes grupos de folguedos como os moçambiques, congadas e outras manifestações
A festa reúne anualmente milhares de devotos de vários estados do Brasil, de todas as classes sociais.Alguns devotos fazem longos trajetos a pé até o santuário, como forma de pagamento de promessa.

#### Festa de São Gonçalo
São Gonçalo, também conhecido como Gonçalo de Amarante, nasceu e viveu em Portugal. A festa em sua homenagem, originalmente no dia 10 de janeiro (dia de sua morte), chegou ao Brasil em princípios do século XVIII. O diferencial da festa é a dança de são gonçalo, uma espécie de pagamento de promessa ao santo, que pode durar horas. É realizada, geralmente, em locais pequenos (como no interior das casas ou nos quintais), na frente de um altar com a imagem do santo. Os dançarinos organizam-se em duas filas, encabeçadas por dois mestre violeiros (folgazões). Aliás, o santo é padroeiro dos violeiros e também “casamenteiros das velhas”. A festa acontece em muitas cidade de São Paulo: Arujá, Nazaré Paulista, Atibaia, Joanópolis, Lagoinha, Santa Isabel, Mogi das Cruzes, São José dos Campos, entre outras; não tendo uma data fixa para a sua realização.

#### Festa de São Benedito
São Benedito é considerado o padroeiro da comunidade negra no Brasil. As homenagens a ele são realizadas em datas diversas, conforme a tradição de cada região. Ocorrem em Tietê, Itapira, Atibaia, Arujá, Guaratinguetá e Aparecida. Nessas duas últimas cidades, as festividades são bem movimentadas e as mais tradicionais do Vale do Paraíba. Embora o dia de São Benedito seja comemorado pela Igreja Católica em outubro, nessa duas cidades as festas em sua homenagem são realizadas por ocasião da Páscoa (em Guaratinguetá, a festa é no domingo de Páscoa e na segunda-feira; em Aparecida, dura cerca de uma semana). Ambas as cidades se enchem de visitantes, música e cores. Há cavalarias, procissões, coroação de rei e rainha, execução de moçambiques e congadas, além de barracas com comes e bebes.

#### Encontro dos Batelões
No Médio Tietê, no principal dia da Festa do Divino, acontecem os encontros fluviais das Irmandades do Divino em grandes batelões - os famosos Encontros de Batelões. Os batelões são grandes barcos capazes de transportar, em alguns casos, até 40 pessoas, impulsionados por varejões ou por remos. Até pouco tempo levam os Irmãos do Divino neles seguiam de pouso em pouso (os sítios na zona rural que acolhem a bandeira/ folia, dando-lhes pernoite). Hoje ainda são muitos os pousos (os donos das casas recebendo os amigos e devotos do Divino sempre com mesas fartas), mas os acessos, nem sempre, são feitos por barcos. No grande dia da festa, os barcos do rio abaixo se encontram com os do rio acima, em meio a revoadas de pombos e tiroteios preparados pelos fogueteiros artesanais.

#### Festa de Santa Cruz
A Festa de Santa Cruz relaciona-se ao sacrificio de Jesus Cristo.É realizada nos dias 2,3,e 4 de maio em várias localidades nas quais existiram núcleos d catequese jesuítica,com destaque para o município de Carapicuíba.
Na festa pratica-se uma dança especifica em louvor à cruz,o sarabaquê.Liderada por violeiros a dança é realizada diante da capela e de uma grande cruz colocada no pàtio central do local,e só termina ao amanhecer.

#### Procissões das Águas
Além dos encontros dos Irmãos do Divino nas águas do Médio Tietê (região em que o rio volta de novo à vida), observamos outras devoções semelhantes, estruturadas em grandes cortejos fluviais, lacustres e marítimos de embarcações variadas (barcos, bateras, ubás, botes, chatas, lanchas, balsas, bóias). Busca-se com eles homenagear Bom Jesus, Nossa Senhora (dos Navegantes, do Livramento, do Rocio, do Patrocínio, Aparecida) e São Pedro. Ocorre em cidades litorâneas como Cananéia, Iguape, Ilhabela, Ubatuba, Guarujá, São Vicente, e em outras como Botucatu, Diadema, Pindamonhangaba, entre outras.